# Philip Gilbert Hamerton

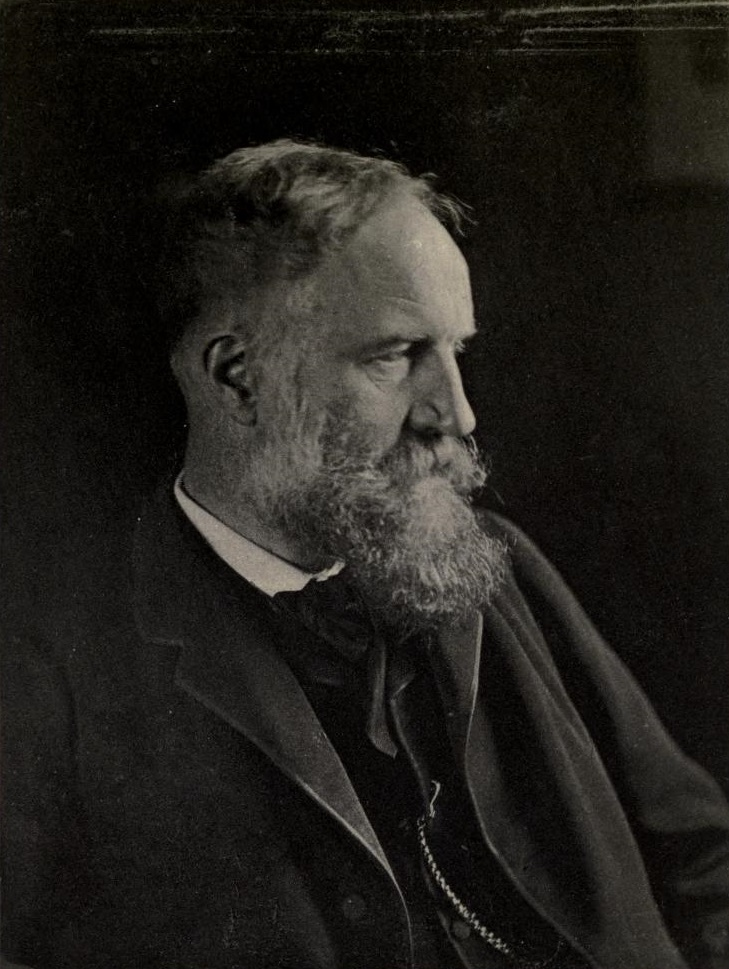
Philip Gilbert Hamerton.

Philip Gilbert Hamerton, född den 10 september 1834 i Laneside nära Shaw and Crompton, Lancashire, död den 4 november 1894 in Boulogne-sur-Mer, var en engelsk etsare och författare.
Hamerton uppsatte den för raderingskonsten viktiga tidskriften "The Portfolio", i vilken många av hans bästa litterära arbeten blivit införda. Han utgav bland annat A painter’s camp in the highlands (1862), Etching and etchers (1868; ny upplaga 1876), Contemporary french painters  (1865) och Painting in France (1869), The graphic arts (1882). Hamerton var även landskapsmålare.